# Michael Cassidy (aktor)
Michael "Mike" Cassidy (ur. 20 marca 1983 w Portland, w stanie Oregon) – amerykański aktor filmowy i telewizyjny.

## Życiorys
Dorastał w Portland, w stanie Oregon. Po maturze zamieszkał w Nowym Jorku i przez dwa lata studiował aktorstwo w nowojorskim New Actors' Workshop. We wrześniu 2004 roku przyjechał do Los Angeles, by wziąć udział w castingu do głównej roli w filmie Powrót Supermana (Superman Returns). Choć nie wygrał, został zauważony przez szefów Warner Bros. i niedługo później otrzymał angaż do serialu Życie na fali (The O.C., 2004–2005).
Na dużym ekranie zadebiutował rolą Teda w komedii Dziewczyna z planety Poniedziałek (The Girl from Monday, 2005). Powrócił na srebrny ekran w serialu Hidden Palms (2007).

### Życie prywatne
W 2006 ożenił się z Laurą Eichhorn, z którą ma syna (ur. 2010). Mieszka w Los Angeles.

## Filmografia

### Filmy kinowe
- 2006: Warkot (Zoom) jako Dylan West/Houdini
- 2006: Przerwa (The Break) jako Wayne, chłopak z dostawy
- 2005: Wyzwanie (Dare) jako Johnny
- 2005: Dziewczyna z planety Poniedziałek (The Girl from Monday) jako Ted

### Seriale TV
- 2007: Hidden Palms jako Cliff Wiatt
- 2004–2005: Życie na fali (The O.C.) jako Zach Stevens